# Wędrynia (województwo opolskie)
Wędrynia (dodatkowa nazwa w j. niem. Wendrin) – wieś w Polsce położona w województwie opolskim, w powiecie kluczborskim, w gminie Lasowice Wielkie.
Wędrynia położona jest nad dopływem rzeki Budkowiczanki, na nizinnych terenach Równiny Opolskiej (stanowiącej część obszaru Niziny Śląskiej) i skraju ważnej, zwartej strefy leśnej Opolszczyzny – Stobrawskiego Parku Krajobrazowego.
Do czasu polskiej reformy administracyjnej (1999) wieś związana była z powiatem oleskim.
W okresie hitlerowskiego reżimu w latach 30. i 40. miejscowość nosiła nazwę Liebeiche.

## Zabytki
Do wojewódzkiego rejestru zabytków wpisane są:
- kościół filialny pw. św. Jana Chrzciciela, drewniany, zbudowany został na przełomie XVII/XVIII w., wieżę dobudowano w 1818 r. Jest to klasyczny kościółek drewniany zbudowany w konstrukcji zrębowej, o malowniczych połaciach dachu, wzbogacony nad nawą sześcioboczną wieżyczką na sygnaturkę, nakrytą baniastym hełmem, wypisany z księgi rejestru
- zespół pałacowy:
  - piętrowy pałac w Wędryni (niem. Schloss Wendrin) wybudowany w 1860  na planie litery U. Korpus kryty dachem dwuspadowym, po jego bokach dwupiętrowe, potężne skrzydła (alkierze) wysunięte ku przodowi, kryte dachem  czterospadowym.
  - dom rządcy, z 1860 r., 1903 r.
  - wozownia, z XIX/XX w.
  - park, z XIX w.
  - cmentarz rodowy rodziny von Reiswitz, z XIX-XX w.

## Linki zewnętrzne

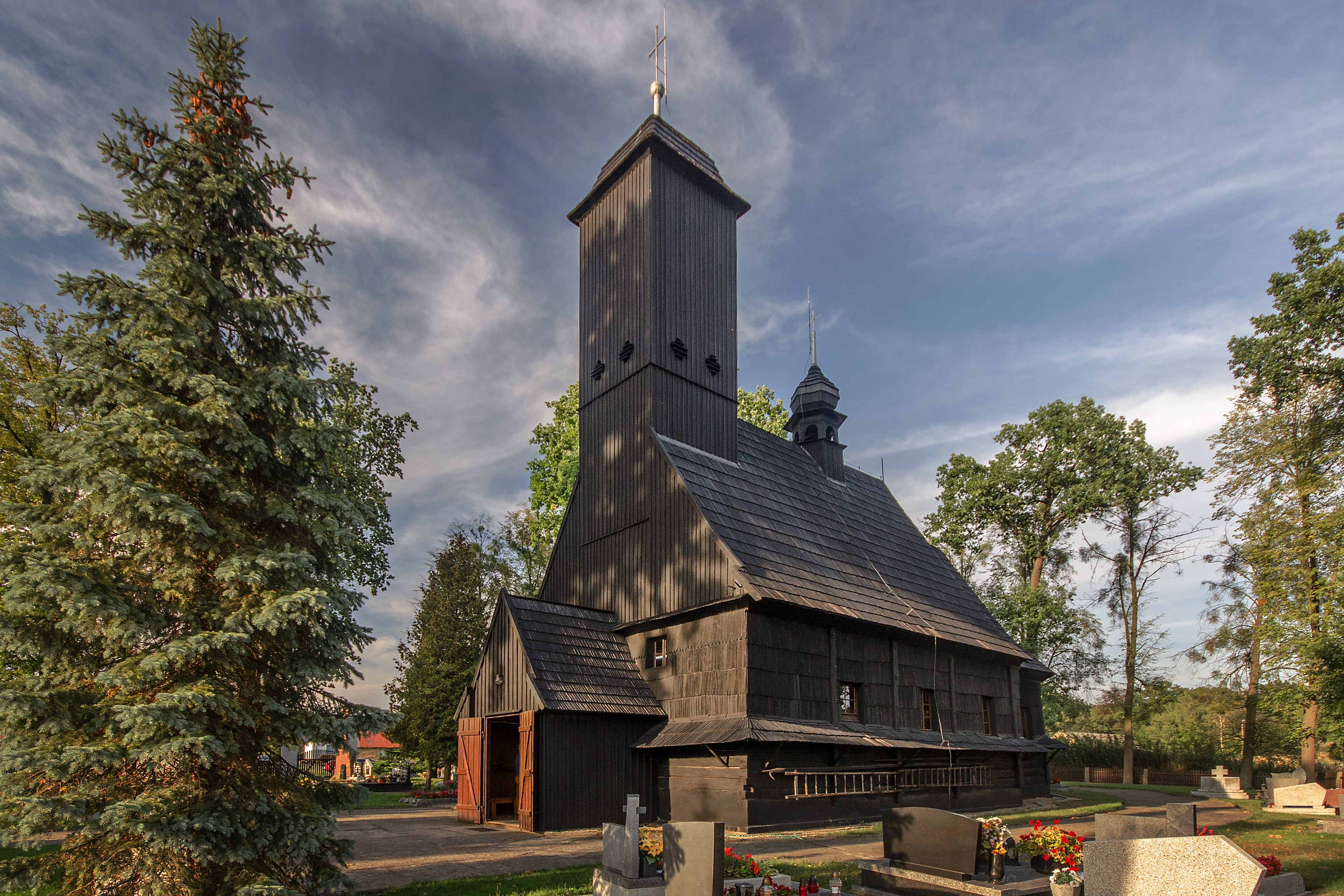
Kościół św. Jana Chrzciciela w Wędryni